# Ann Way
Ann Way (* 14. November 1915 in Wiveliscombe, Somerset, England; † 13. März 1993 in London, England) war eine britische Schauspielerin.

## Leben
Way begann ihre Schauspielkarriere in den 1950er-Jahren mit Engagements am Theater in Birmingham. Ebenfalls übernahm sie ab 1953 untergeordnete Nebenrollen in einigen Spielfilmen und Gastrollen in britischen Fernsehserien. In den 1960er Jahren nahm sie ein Engagement am Dundee Repertory Theatre in Dundee an, wonach ihr beruflicher Erfolg zunahm. Später trat sie unter anderem am National Theatre in London auf und spielte beispielsweise in William Shakespeares Hamlet, Harold Pinters No Man’s Land, Victor Hugos Der Glöckner von Notre-Dame, Franz Kafkas Die Verwandlung und Edgar Allan Poes Der Untergang des Hauses Usher.
Während ihrer Film- und Fernsehkarriere arbeitete sie mehrfach mit ehemaligen Monty-Python-Mitgliedern zusammen. Zunächst war sie in einer Gastrolle in John Cleeses Fernsehserie Fawlty Towers zu sehen, danach hatte sie Rollen in Terry Gilliams Spielfilmen Jabberwocky und Brazil, sowie in Clockwise – Recht so, Mr. Stimpson mit John Cleese in der Hauptrolle. Dem deutschsprachigen Publikum ist sie am ehesten durch ihre Darstellung der Miss Smiff im britischen Fernsehfilm Der kleine Lord bekannt, der alljährlich zur Weihnachtszeit wiederholt wird. Insgesamt umfasst ihr filmisches Schaffen über 110 Film- und Fernsehproduktionen zwischen 1953 und ihrem Todesjahr. Mit ihrem markanten Äußeren wurde Way regelmäßig auf leicht skurrile Charaktere in Nebenrollen besetzt, beispielsweise ängstliche oder exzentrische alte Jungfern.

## Filmografie (Auswahl)
- 1953: The Sleeping Beauty (Fernsehfilm)
- 1954: Die Schönen von St. Trinians (The Belles of St Trinian’s)
- 1960: Emergency-Ward 10 (Fernsehserie, 4 Folgen)
- 1963: Kommissar Maigret (Maigret, Fernsehserie, Folge 4x13)
- 1967–1968: Crossroads (Fernsehserie, 18 Folgen)
- 1968: Sherlock Holmes (Fernsehserie, Folge 2x15)
- 1969: Die besten Jahre der Miss Jean Brodie (The Prime of Miss Jean Brodie)
- 1970: Der Amerikaner (Lola)
- 1970: Liebe, Liebe usw. (Carry On Loving)
- 1971: Hände voller Blut (Hands of the Ripper)
- 1972: Ein liebenswerter Schatten (Follow Me!)
- 1972: Mord nach Mass (Endless Night)
- 1973: Die Follyfoot-Farm (Follyfoot, Fernsehserie, Folge 3x03)
- 1975: Fawlty Towers (Fernsehserie, Folge 1x05)
- 1977: Jabberwocky
- 1978: Der Doktor und das liebe Vieh (All Creatures Great & Small, Fernsehserie, Folge 2x11)
- 1980: Der kleine Lord (Little Lord Fauntleroy, Fernsehfilm)
- 1980: The Good Companions (Miniserie, 2 Folgen)
- 1980–1983: Emmerdale (Fernsehserie, 12 Folgen)
- 1981: Fanny im Gaslicht (Fanny by Gaslight, Miniserie, Folge 1x02)
- 1983: Ein tollkühner Himmelhund (Bullshot)
- 1983: Ein ungleiches Paar (The Dresser)
- 1983–1988: Rumpole von Old Bailey (Rumpole of the Bailey, Fernsehserie, 4 Folgen)
- 1985: Brazil
- 1986: Clockwise – Recht so, Mr. Stimpson (Clockwise)
- 1986: Hochzeitsnacht im Geisterschloß (Haunted Honeymoon)
- 1987: Last of the Summer Wine (Fernsehserie, Folge 9x08)
- 1987: Die Jagd nach dem Wunderkristall (Crystalstone)
- 1988: Der Fremde am Strand (The Dawning)
- 1989: Feuersturm und Asche (War and Remembrance, Miniserie, Folge 1x12)
- 1989, 1991: The Bill (Fernsehserie, 2 Folgen)
- 1992: Es war einmal ein Mord (Once Upon a Crime)
- 1993: Lovejoy (Fernsehserie, Folge 4x06)
- 1993: Anchoress